# 徳島県民歌
「徳島県民歌」（とくしまけんみんか）は、かつて日本の都道府県の一つ、徳島県の初代県民歌として演奏されていた楽曲である。作詞・金沢治、補作・富田砕花、作曲・服部良一。

## 解説
1939年（昭和14年）に「時局下における県民の志気を鼓舞し、質実剛健・積極進取の気風を振興するため」を制定意義として国民精神総動員徳島県委員会が歌詞の公募を実施した。審査の結果、県立美馬高等女学校教諭で戦後は言語学者となった金沢治の応募作に審査委員を務めた詩人の富田砕花が補作を加えた歌詞を採用し、県からの依頼により服部良一が作曲を手掛けて10月に発表会が開催された。
日本コロムビアが松平晃と二葉あき子のデュエットを吹き込んだSPレコードを製造している。B面収録曲は、作曲者の服部が編曲したインストゥルメンタルの「躍進徳島県行進曲」。
この初代「徳島県民歌」は中国・四国地方の9県においては前年制定の初代「愛媛県民歌」に次ぐ2番目の制定であったが、他県の楽曲と同様に1945年（昭和20年）の太平洋戦争終結後は演奏の機会が少なくなり、県では長らく「戦前のものであるため、現代の徳島県にふさわしい歌を目下検討中」としていた。その後、1971年（昭和46年）7月には現行の2代目「徳島県民の歌」（作詞・富士正晴、作曲・三木稔）が制定され、初代から正式に代替わりしている。

### 歌詞の改訂
本曲の歌詞と楽譜は1970年（昭和45年）に刊行された『日本うたの地図』に掲載されているが、3番の一節が発表時の「新東亜 我等を招く」から「新日本 我等を開く」に改訂されている。